# Johan Sems
Johan Sems, i Danmark kendt som Johan Semp (også Semb) (1572 i Franeker i Frisland – 1635 i Groningen) var en frisisk landmåler og fæstningsbygmester.
Johan Semp er identisk med den frisiske landmåler og ingeniør Johan Sems eller Zems, som fra 1602 var landmåler i provinsen Frisland, og som gav navn til Sems-linjen, grænsen mellem provinserne Groningen og Drente, der blev udmålt 1615. Han var uddannet på Universiteit Leiden. Allerede 1600 havde han udgivet bogen Practijck des lantmetens (på tysk 1616 som Practica des Landmessens) sammen med Jan Pieterszoon Dou og Sebastian Curtius. I 1603 udarbejdede han et detaljeret kort over Leeuwarden.
30. april 1616 blev Semp ansat som kgl. ingeniør i Danmark, hvor han fik fire særdeles produktive år. Hans arbejde bestod i anlæggelse af befæstninger, dige- og kanalanlæg samt jordarbejde i vandfyldt og sumpet terræn. Semps hovedværk i Danmark er projekteringen af fæstningsbyen Christianshavn.
Hans første forslag til den befæstede by er formet som et polygonalt centralanlæg med radialgader fra en midterplads og har sit forbillede i en byplan fra den italienske arkitektur- og byplanteoretiker Vincenzo Scamozzis hånd. Befæstningen er af tidlig nederlandsk type med en bastion på hvert hjørne; på strandsiden dog kun halvbastioner.
Det andet projekt, som var det, der kom til udførelse, har også forbillede i en italiensk bytype, opdelt efter det såkaldte skakbrætprincip, hvor gaderne krydser hinanden i rette vinkler. Polygonen og centraltorvet er bevaret. Byen er opdelt i to symmetriske halvdele af Torvegade, og vinkelret på denne akse er efter nederlandsk princip en kanal, som tjente til at forøge havneområdet. I befæstningen indgik nu kun to helbastioner til forsvar af Amagerport, en halvbastion mod syd og to halvbastioner ved stranden.
Det oprindelige projekt var planlagt med små ensartede grunde, formentlig til beboelse for Holmens folk, mens det gennemførte projekt var tænkt som et handelskvarter med store købmandsgårde. Semp nåede ikke at fuldføre det, da han allerede oktober 1618 kaldtes til Bredsted i Slesvig for at udføre inddigningsarbejder og anlægge en ubefæstet by efter skakbrætprincippet, der var det mest praktiserede i Christian IV's nye byer. Hans arbejde i Slesvig blev ødelagt af en stormflod i 1625.
I sin tid i Danmark nåede Semp også at arbejde med på Ibstrup Slots volde og grave (1617).
Semp er omtalt sidste gang i danske kilder 24. marts 1620, men hjemvendt til Nederlandene udgav han senere flere værker om matematik, landmålerteknik og problemer vedrørende fæstningsbyggeri, bl.a. De arithmetische fundamenten (1623).
I 2008 åbnede en restaurant i Leeuwarden opkaldt efter Sems.